# John of Cobham (Richter, † 1251)
John of Cobham (auch de Cobham oder John Cobham der Ältere) († zwischen 30. April und 7. Mai 1251) war ein englischer Richter.

## Herkunft
John of Cobham entstammte der Familie Cobham, einem Adelsgeschlecht, das sich nach Cobham in Kent benannte. Er war ein jüngerer Sohn von Henry of Cobham († vor 1230). Nach dem Tod seines Vaters vor 1230 teilte er mit seinem älteren Bruder William und mit seinem Bruder Reynold den Landbesitz seines Vaters. 1241 konnte er seinen Besitz durch den Kauf der Güter von West Chalk und Cowling in Kent vergrößern.

## Tätigkeit als Richter
Wie sein Vater, der als Sheriff von Kent und als Richter gedient hatte, trat auch John in den Dienst der Krone. Zwischen 1236 und 1241 diente er als Verwalter von Rochester Castle. 1242 diente er als Sheriff von Kent. Von April 1244 bis Februar 1246 war er als Richter am Common Bench tätig. Als Henry of Bath und Roger of Thirkleby 1245 Gerichtsreisen unternahmen, war er neben Robert of Nottingham der einzige Berufsrichter am Common Bench, worauf William of St Edmunds und Robert de Shardelawe zu weiteren Richtern berufen wurden. Ab Frühjahr 1246 nahm Cobham zusammen mit Gilbert of Preston als Richter an einer von Roger of Thirkleby geleiteten Gerichtsreise durch Yorkshire teil. Bis 1249 diente er als Richter an weiteren Gerichtsreisen durch Nordengland. Von 1249 bis zu seinem Tod diente er wieder als Richter am Common Bench in Westminster.

## Ehen und Nachkommen
In erster Ehe hatte Cobham Maud Fitzbenedict geheiratet, eine Tochter von Warine Fitzbenedict. Mit ihr hatte er mehrere Kinder, darunter:
- John of Cobham der Jüngere († 1300)
- Sir Henry Cobham († um 1316)

In zweiter Ehe hatte er Joan de Neville († nach 1275), eine Tochter von Hugh de Neville geheiratet. Sie war die Witwe von John de la Lynde aus Bolbroke in Sussex. Mit ihr hatte er mehrere Kinder, darunter:
- Sir Reynold Cobham († nach 1285)

Sein erster Sohn John Cobham wurde sein Haupterbe. Sein Sohn Henry begründete die Familie Cobham of Runddale, sein Sohn Reynold Cobham aus seiner zweiten Ehe begründete die Familie Cobham of Sterborough.